# Reichsstatthalter
Reichsstatthalter (Nederlands: Rijksstadhouder) waren in het Duitse Rijk tijdens het nationaalsocialisme vanaf 1933 tot 1945 voor de administratieve districten die in wezen overeenkwamen met de Duitse deelstaten.
Als gevolmachtigden van de rijksregering waren ze belast met toezicht-, interventie- en managementfuncties en verantwoordelijk voor de synchronisatie van de staat op het niveau van een rijksgouw, dit was begonnen met de voorlopige gelijkschakelingswet van 31 maart 1933 (Vorläufiges Gesetz und Zweites Gesetz zur Gleichschaltung der Länder mit dem Reich). Hun taken kwamen overeen met die van een president of minister-president, soms bekleedden ze het ambt in de personele unie.

## De Tweede Wet voor de Gelijkschakeling van landen met het Rijk van 7 april 1933

### Bevoegdheden
De nieuw geïnstalleerde rijksstadhouders hadden de taak om ervoor te zorgen dat de door de rijkskanselier Adolf Hitler vastgestelde politieke richtlijnen werden nageleefd. Zij hadden de volgende bevoegdheden:
- Benoeming en ontslag van het voorzitter van de deelstaatregering,

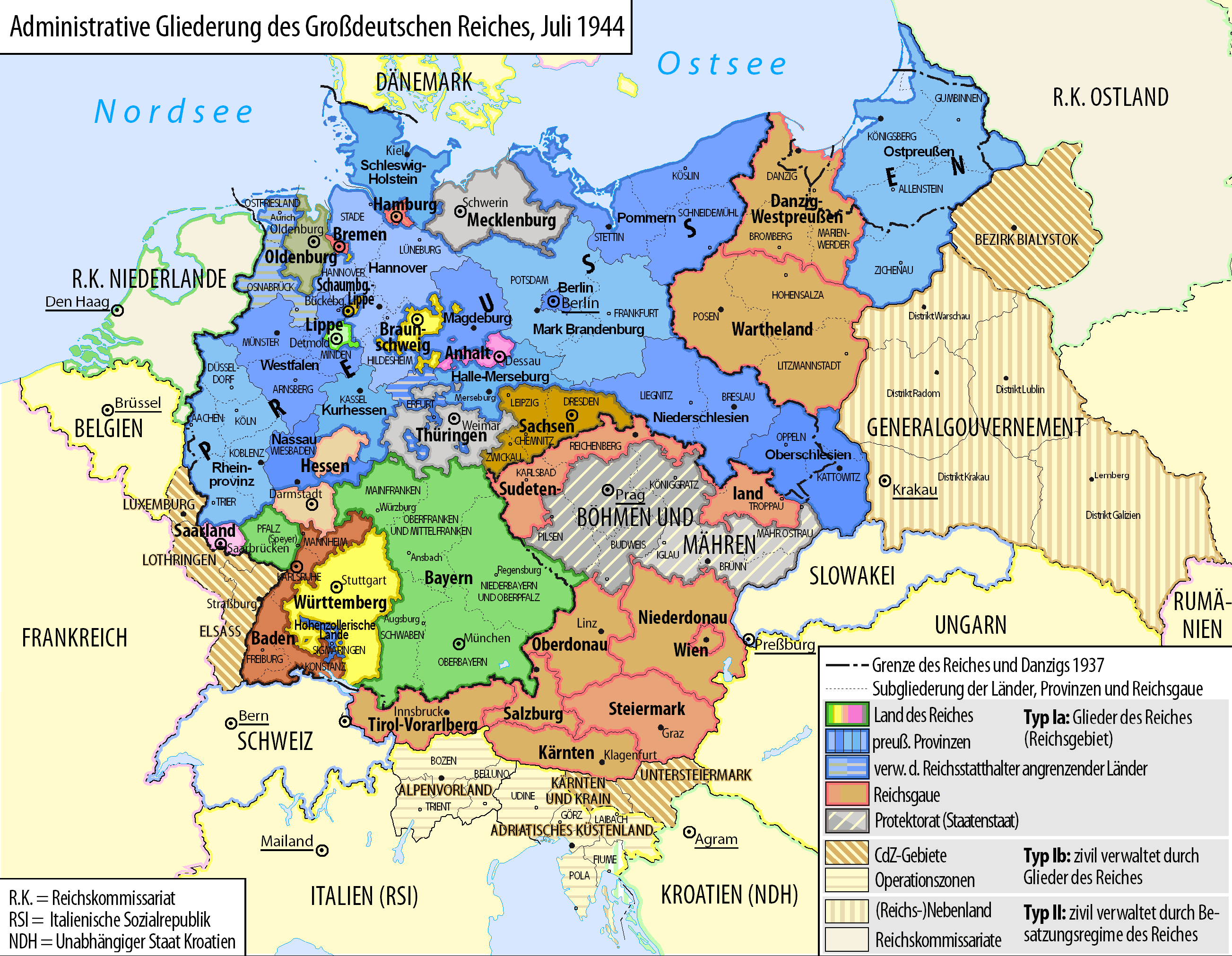
De landen en rijksgouwen in 1944

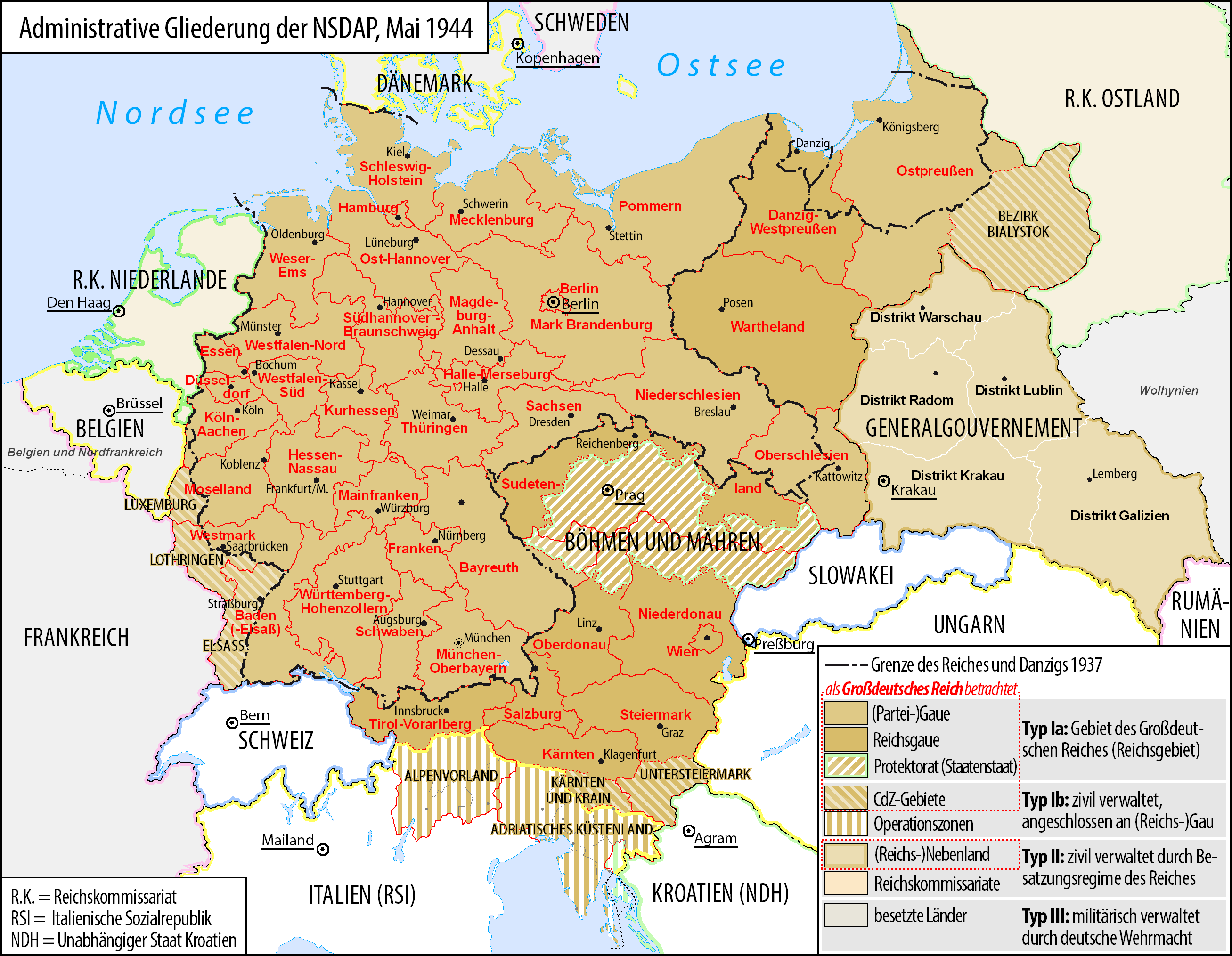
De gouwen van de NSDAP in 1944

- Ontbinding en verordening van nieuwe verkiezing van de Landdag,
- Afgifte en afkondigen van deelstaatwetten,
- Benoeming en ontslag van de belangrijkste ambtenaren en rechters,
- Het recht van gratie.

### Land Pruisen
In Pruisen voerde de rijkskanselier de taken van de rijksstadhouder uit. Daarmee zou het dualisme tussen het Rijk en Pruisen ten einde komen,  het grootste deel van de Pruisen zou uiteindelijk opgaan in het Rijk. De bevoegdheden van de rijksstadhouder in Pruisen waren al op 10 april 1933 door Hitler overgedragen aan de minister-president van Pruisen Hermann Göring. Vanaf 27 november 1934 werden de Eerste presidenten van hun provincies benoemd tot permanente vertegenwoordigers van de Rijksregering “tot de herindeling van het Rijk” (Gesetz über den Neuaufbau des Reichs) in Pruisen. Zij kregen de bevoegdheid om door alle rijks- en staatsautoriteiten in hun gebied geïnformeerd te worden en "hun aandacht te vestigen op de relevante aspecten en de daarna vereiste maatregelen". Ook mochten zij tijdelijke verordeningen geven bij dreigend gevaar.

### Landen buiten Pruisen (zonder het Saarland)
Voor elk groter niet-Pruisisch land werd een rijksstadhouder aangesteld. Voor landen met minder dan twee miljoen inwoners waren er gemeenschappelijke districten met andere landen (bijvoorbeeld Oldenburg en Bremen, Mecklenburg en Lübeck, Lippe en Schaumburg-Lippe).
In bijna alle gevallen benoemde Hitler geselecteerde gouwleiders van de NSDAP tot rijksstadhouder. Afgezien van Pruisen, waar hijzelf en Göring dit ambt bekleedden. De enige uitzondering was Beieren met Franz von Epp.
De deelstaat politieke bevoegdheden van deze rijksstadhouder/gouwleider vormden een belangrijke hefboom voor de nationaalsocialistische penetratie van het staatsapparaat. Tegelijkertijd resulteerde dit in een differentiatie van machtspolitiek in de kring van de nazi-gouwleiders, en zelfs binnen de rijksstadhouders. In 1935 mochten sommige rijksstadhouders het premierschap combineren, en anderen rijksstadhouders het ambt van Eerste president.

## Rijksstadhouderswet van 30 januari 1935
Vanaf dat moment werden alle rijksstadhouders voor hun district permanente vertegenwoordigers van de rijksregering.  En hadden ze de taak "ervoor te zorgen dat de door de Führer en de rijkskanselier opgestelde beleidslijnen werden nageleefd".
Net als de Pruisische Eerste presidenten hadden zij de bevoegdheid om geïnformeerd te worden door alle rijks- en staatsautoriteiten in hun gebied en "hun aandacht te vestigen op de relevante aspecten en de daarna vereiste maatregelen". Tevens mochten zij tijdelijke verordeningen geven bij dreigend gevaar. Bovendien zou de rijksstadhouder ook de opdracht kunnen krijgen om een deelstaatregering te leiden.

## Saarpfalz - "Westmark"
Vanaf 1 maart 1935 vond de "herinlijving" van het Saargebied plaats, en werd in Saarbrücken een nieuw bestuursorgaan opgericht. Het stond tot 1944 onder leiding van Josef Bürckel, de reeds zittende gouwleider van het Saar-Palts en rijksstadhouder van het Beierse Palts, tot het einde van de oorlog onder Willi Stöhr (vanaf 4 oktober 1944 aanvankelijk werkzaam, vanaf 31 januari 1945 als gouwleider van de Gouw Westmark). Bürckel kreeg de titel "Rijkscommissaris voor de Herinlijving van het Saargebied" en had als permanente vertegenwoordiger van de rijksregering in Saarland de taak ervoor te zorgen dat de door de Führer en Rijkskanselier Hitler vastgestelde politieke richtlijnen werden nageleefd.
De officiële benaming is in de loop der jaren als volgt gewijzigd:
- 11 februari 1935: Reichskommissar für die Rückgliederung des Saargebiets,
- 17 juni 1936: Reichskommissar für das Saarland,
- 8 april 1940: Reichskommissar für die Saarpfalz (gezamenlijk bestuur - geen formele fusie - van het Saarland en het Beierse Palts),
- 11 maart 1941: Reichsstatthalter in der Westmark (gezamenlijk bestuur - geen formele fusie - van het Saarland, en het Beierse Palts en het CdZ-Gebiet Lothringen).

## Rijksstadhouders van Duitsland
| Statthalter district                             | Zetel     | Ambtsdrager                                                       | Aangetreden                               |
| ------------------------------------------------ | --------- | ----------------------------------------------------------------- | ----------------------------------------- |
| Anhalt Brunswijk                                 | Dessau    | Wilhelm Friedrich Loeper Fritz Sauckel (waarnemend) Rudolf Jordan | 5 mei 1933 29 november 1935 19 april 1937 |
| Baden                                            | Karlsruhe | Robert Heinrich Wagner                                            | 5 mei 1933                                |
| Beieren                                          | München   | Franz von Epp                                                     | 10 april 1933                             |
| Hamburg                                          | Hamburg   | Karl Kaufmann                                                     | 16 mei 1933                               |
| Hesse                                            | Darmstadt | Jakob Sprenger                                                    | 5 mei 1933                                |
| Lippe Schaumburg-Lippe                           | Detmold   | Alfred Meyer                                                      | 16 mei 1933                               |
| Mecklenburg-Schwerin Mecklenburg-Strelitz Lübeck | Schwerin  | Friedrich Hildebrandt                                             | 26 mei 1933                               |
| Oldenburg Bremen                                 | Oldenburg | Carl Röver Paul Wegener                                           | 5 mei 1933 27 mei 1942                    |
| Pruisen                                          | Berlijn   | Adolf Hitler Hermann Göring (waarnemend)                          | 25 april 1933 30 januari 1935             |
| Saksen                                           | Dresden   | Martin Mutschmann                                                 | 5 mei 1933                                |
| Thüringen                                        | Weimar    | Fritz Sauckel                                                     | 5 mei 1933                                |
| Württemberg                                      | Stuttgart | Wilhelm Murr                                                      | 5 mei 1933                                |

## Rijksstadhouders van de geannexeerde gebieden tussen 1939 en 1941
| Statthalter district                                           | Zetel       | Ambtsdrager en ambtstermijn                                                                             |
| -------------------------------------------------------------- | ----------- | --- |
| Sudetenland                                                    | Reichenberg | Konrad Henlein: 1 mei 1939 – mei 1945                                                                   |
| Wartheland                                                     | Posen       | Arthur Greiser: 21 oktober 1939 – 23 februari 1945                                                      |
| Danzig-Westpreußen                                             | Danzig      | Albert Forster: 26 oktober 1939 – 2 april 1945                                                          |
| Kärnten                                                        | Klagenfurt  | Wladimir von Pawlowski: 1 april 1940 – 27 november 1941 Friedrich Rainer: 27 november 1941 – 7 mei 1945 |
| Niederdonau                                                    | Wenen       | Hugo Jury: 1 april 1940 – 8 mei 1945                                                                    |
| Salzburg                                                       | Salzburg    | Friedrich Rainer: 1 april 1940 – 29 november 1941 Gustav Adolf Scheel: 29 november 1941 – 4 mei 1945    |
| Steiermark                                                     | Graz        | Siegfried Uiberreither: 1 april 1940 – 8 mei 1945                                                       |
| Tirol-Vorarlberg                                               | Innsbruck   | Franz Hofer: 1 april 1940 – 3 mei 1945                                                                  |
| Oberdonau                                                      | Linz        | August Eigruber: 1 april 1940 – 5 mei 1945                                                              |
| Wenen                                                          | Wenen       | Josef Bürckel: 1 april 1940 – 10 augustus 1940 Baldur von Schirach: 10 augustus 1940 – 12 april 1945    |
| Westmark (Pfalz, Saarland, Lothringen), het Saar, en Lorraine) | Saarbrücken | Josef Bürckel: 11 maart 1941 – 28 september 1944 Willi Stöhr: 29 september 1944 – 21 maart 1945         |